# Aloe delphinensis
Aloe delphinensis é uma espécie de liliopsida do gênero Aloe, pertencente à família Asphodelaceae.